# 艾希贝格-特劳滕堡
艾希贝格-特劳滕堡是奥地利施蒂利亚州莱布尼茨县的一个市镇。总面积21.2平方公里，总人口855人，人口密度40.3人/平方公里（2005年）。